# Juan Carlos Moscoso
Juan Carlos Moscoso Palma (sinh ngày 6 tháng 5 năm 1982 ở Candelaria de la Frontera) là một cầu thủ bóng đá người El Salvador, hiện tại thi đấu cho FAS của Salvadoran Primera División.

## Sự nghiệp câu lạc bộ
Là người một câu lạc bộ, Moscoso vượt qua hệ thống trẻ của FAS và thi đấu cho đội dự bị trước khi ra mắt đội một vào tháng 7 năm 2004 trước Once Municipal.

## Sự nghiệp quốc tế
Moscoso có màn ra mắt cho El Salvador vào tháng 10 năm 2006 trong trận giao hữu trước Panama và tính đến tháng 1 năm 2012, có tổng cộng 10 lần ra sân, ghi 1 bàn thắng.
Anh từng đại diện quốc gia trong một trận đấu tại Vòng loại giải vô địch bóng đá thế giới.

### Bàn thắng quốc tế
| #  | Ngày               | Địa điểm                                | Đối thủ  | Tỉ số | Kết quả | Giải đấu |
| -- | ------------------ | --------------------------------------- | -------- | ----- | ------- | -------- |
| 1. | 7 tháng 8 năm 2009 | Sân vận động Robertson, Houston, Hoa Kỳ | Colombia | 1–1   | 1–2     | Giao hữu |